# Cartografia catalana

Una part del mapa mallorquí anomenat "Atles Català". Copia de la pàgina Wiki de l'Atles català

La cartografia catalana, els mapes catalans o els portolans catalans són una sub-família de les cartes portolanes del període medieval (1300–1500). Els portolans o cartes portolanes són un tipus de mapa generat mitjançant l'ús de la brúixola nàutica i l'observació directa per a determinar la forma i la ubicació de les costes i els ports. El terme "portolà/portolana" significa "pertinent als ports" i no s'ha de confondre amb l'expressió "relacionat amb Portugal". De vegades s'anomenen portolans de "tipus català" o simplement portolans catalans.

## Diferències entre els portolans italians i els catalans
Existeixen dos subgrups principals de mapes portolans de l'època medieval, els italians i els catalans. Tot i que tant els mapes italians com els catalans deriven d'una mateixa font comuna (lectures amb brúixola combinades amb observació directa), hi ha algunes diferències, tant pel que fa a l'estil com al contingut.

### Abast
Els portolans del tipus català tenen un abast més gran que els italians, ja que aquests en general abastaven la regió mediterrània i l'Europa occidental. En canvi, els portolans catalans s'estenen cap al nord fins a Escandinàvia i ocasionalment cap a l'est fins a la Xina.

### Contingut
Ambdós tipus de mapes serveixen com a eines de navegació, que mostren la relació entre un punt al mar i diversos ports/costa, però difereixen pel que fa al contingut addicional. El portolà de tipus italià només mostra les línies de costa, els ports i el mar obert, mentre que el mapa de tipus català també mostra altres informacions:
- Els mars interiors estan ombrejats de manera diferent que els mars exteriors
- Els mars tenen nom
- Indicacions de les xarxes de vents millorades.

A més a més, hi ha exemples de mapes catalans que mostren altres detalls, com carreteres o ciutats de l'interior. Un d'aquests exemples és l'Atles català, un dels exemples més importants de l'obra catalana.

### Evolució
En general, l'estil global "italià" dels mapes portolans "italians" va cessar la seva evolució cap a finals del segle xiii, mentre que el mapa català medieval va continuar evolucionant. Hi ha, però, algunes dificultats per avaluar completament aquesta afirmació, ja que hi ha diversos mapes italians que mostren una influència significativa dels mapes d'estil català.

## Similituds entre portolans italians i catalans
Tots els mapes portolans catalans comparteixen les típiques línies de les xarxes de rumbs, que emanen de vuit roses dels vents situades en diversos punts del mapa. Aquestes, millor anomenades línies de rosa dels vents, són generades per l'observació i la brúixola, i les línies designades de direcció (encara que no s'han de confondre amb les modernes línies loxodròmiques, meridians o isoazimutals).
Els mapes portolans i catalans també es caracteritzen per la precisió de les característiques de l'interior, de vegades per a les línies de latitud / longitud i especialment per la manca de projecció cartogràfica, atès que la investigació cartomètrica ha revelat que no s'utilitzava cap tipus de projecció en els portolans. Per entendre que les rectes dibuixades al mapa s'han d'anomenar millor " línies rosa dels vents ", cal saber que només poden ser loxodromes (les rhumblines modernes) si el gràfic està fet en una projecció adequada.
Com diu Leo Bagrow: "...la paraula ("Rhumbline") s'aplica incorrectament a les cartes marines d'aquest període, ja que una línia loxodròmica només dona un rumb precís quan la carta es dibuixa amb una projecció adequada. La investigació cartomètrica ha revelat que no s'utilitzava cap tipus de projecció als primers mapes, per la qual cosa conservem el nom de 'portolà'."

## Característiques dels cartògrafs catalans

### Habilitats dels fabricants de mapes catalans
Els fabricants de mapes catalans eren reconeguts com "Magister bruxolarum, mapamundorum et astrolabiarum" és a dir eren experts en:
- Bruixoles
- Portolans
- Xarxa de rumbs
- Astrolabis
- Quadrants

### Principals figures en el desenvolupament dels mapes catalans
- Angelino Dulcert
- Cresques Abraham
- Jaume Bertran
- Guillem Cantarelles
- Samuel Corcós
- Jafudà Cresques
- Arnau Domènech
- Jacomé de Mallorca
- Rafel Lloret
- Rafel Monells
- Joan Oliva (cartògraf)
- Antoni Píris
- Berenguer Ripoll
- Pere Rossell
- Gabriel Soler
- Guillem Soler
- Joan Soler (cartògraf)
- Rafel Soler
- Taller dels Cresques
- Gabriel de Vallseca

## Fites de la cartografia catalana

### Principals escoles catalanes
- Mallorca (escola cartogràfica de Mallorca)
- Barcelona
- Messina

### Principals mapes catalans de la història
- Atles català